# Huadu
Huadu is een district in de prefectuur Guangzhou, gelegen in de provincie Guangdong in het zuiden van China. De plaats heeft 1.642.360 inwoners.